# Cyrtodactylus khelangensis
Cyrtodactylus khelangensis es una especie de gecos de la familia Gekkonidae.

## Distribución geográfica yhábitat
Es endémica de una cueva del norte de (Tailandia).